# Aleksandra Marinina
Aleksandra Marinina (in russo Александра Маринина?, pseud. di Marina Anatol'evna Alekseeva in russo Марина Анатольевна Алексеева?; Leopoli, 16 giugno 1957) è una scrittrice russa.

## Biografia
Originaria di Leopoli, in Ucraina, da una famiglia di avvocati, ha vissuto a Leningrado fino al 1971, quando si trasferisce a Mosca, dove vive tuttora.
Nel 1979 si laurea in legge all'Università statale di Mosca. Fino al 1998 lavora come ricercatrice per il ministero dell'Interno russo. Studia la personalità dei criminali con anomalie mentali e con crimini violenti sulle spalle.
Raggiunge il grado di tenente colonnello nella militia, la polizia russa, prima di congedarsi nel 1998 e di dedicarsi alla scrittura a tempo pieno.
Nel 1991 con il collega Aleksandr Gorkij pubblica un racconto poliziesco nella rivista Milicja. Nel dicembre 1992 pubblica Concorso di circostanze (Стечение обстоятельств), il suo primo romanzo, che uscirà l'anno successivo nella stessa rivista.
I suoi numerosi romanzi sono pubblicati in milioni di copie e tradotti in più di venti lingue. Molte delle sue storie hanno come protagonista Anastasija (Nastja) Pavlovna Kamenskaja. La TV russa ha anche prodotto una serie di film ispirati ai primi otto romanzi della serie.
Ha vinto diversi premi. Nel 1995 riceve un premio dal Ministero per gli Affari Interni russo per la descrizione del lavoro della polizia russa nei suoi romanzi. Nel 1998 è giudicata migliore scrittrice dell'anno dalla Fiera internazionale del libro di Mosca. Lo stesso anno la rivista Ogonëk la nomina "Successo dell'anno".

## Le opere
I romanzi di Marinina si distinguono dalla maggioranza dei romanzi polizieschi russi contemporanei per la loro finezza psicologica. Là dove la maggior parte degli autori russi si compiace della visione della violenza e del sesso e sono intrigati dalla mafia e dalle sue usanze, Marinina propone degli intrecci solidi in cui l'autrice rifiuta tutte le volgarità e mette in scena l'incorruttibile Anastasia Kamenskaja. I suoi romanzi offrono anche una descrizione realistica dei problemi quotidiani della Russia di oggi. C'è relativamente poca azione nelle sue trame perché viene dato molto spazio alla descrizione dei metodi di lavoro e d'analisi degli investigatori, ai loro rapporti di lavoro e alle loro difficoltà personali.

## Opere
Solo titoli usciti in Italia, per l'editrice Piemme.

### Serie diAnastasija Pavlovna Kamenskaja
1. Il padrone della città (Игра на чужом поле - Igra na čužom pole 1993), Casale Monferrato: Piemme, 1998
2. Morte in cambio (Украденный сон - Ukradënnyj son 1994), Casale Monferrato: Piemme, 1998
3. L'amica di famiglia (Убийца поневоле - Ubijca ponevole 1995), Casale Monferrato: Piemme, 1998
4. Un caso di ricatto (Смерть ради смерти - Smert' radi smerti 1995), Casale Monferrato: Piemme, 1999
5. La donna che uccide (Шестёрки умирают первыми - Šestërki umirajut pervymi 1995)
6. Amore di sangue (Смерть и немного любви - Smert i nemnogo ljubvi 1995), Casale Monferrato: Piemme, 1999
7. L'attrice (Посмертный образ - Posmertnyj obraz 1995), Casale Monferrato: Piemme, 1999
8. Giochi di morte (За всё надо платить - Za vsë nado platit 1995), Casale Monferrato: Piemme, 2001
9. Facile come uccidere (Чужая маска - Čužaja maska 1996), Casale Monferrato: Piemme, 2004
10. Ipnosi mortale (Не мешайте палачу - Ne mešajte palaču 1996), Casale Monferrato: Piemme, 2000
11. Prede innocenti (Стилист - Stilist 1996), Casale Monferrato: Piemme, 2000
12. Il volto della morte (Светлый лик смерти - Svetlyj lik smerti 1996), Casale Monferrato: Piemme, 2002
13. Nome della vittima: Nessuno (Имя потерпевшего — Никто - Imja poterpevšego - Nikto 1996), Casale Monferrato: Piemme, 2005
14. Sono morto ieri (Я умер вчера - Ja umer včera 1997), Casale Monferrato: Piemme, 2003
15. La settima vittima (Седьмая жертва - Sed'maja žertva 1999), Casale Monferrato: Piemme, 2009